# Tippeligaen de 2010
O Campeonato Norueguês de Futebol de 2010, oficialmente Tippeligaen 2010 (por razões de patrocínio), foi a sexagésima sexta temporada da primeira divisão masculina do futebol da Noruega. A competição começou em 14 de março e terminou em 7 de novembro. O campeão foi o Rosenborg, que conquistou seu segundo título seguido, ambos de forma invicta, e o 18.º título nos últimos 23 anos.

## Rebaixamento e promoção para a temporada 2011
No final da temporada, as duas equipes piores colocadas foram rebaixadas diretamente para a Adeccoligaen (segunda divisão). O campeão e o vice-campeão da Adeccoligaen 2010 foram diretamente promovidos à elite em 2011.
Quatro clubes vão entrar em um play-off para definir quem acupará a última vaga na Tippeligaen 2011:
- A) o 14ª colocado na Tippeligaen
- B) o terceiro colocado na Adeccoligaen
- C) o quarto colocado na Adeccoligaen
- D) o quinto colocado na Adeccoligaen

A equipe A será a anfitriã da equipe D, e a equipe B será a anfitriã da equipe C, em jogo único. Os vencedores de cada partida jogarão em jogos de ida e volta para definir o classificado para a Tippeligaen 2011

## Equipes participantes
| Time               | Localização  | Estádio            | Capacidade | Técnico           |
| ------------------ | ------------ | ------------------ | ---------- | ----------------- |
| Aalesunds FK       | Ålesund      | Color Line Stadion | 10,778     | Kjetil Rekdal     |
| SK Brann           | Bergen       | Brann Stadion      | 17,824     | Rune Skarsfjord   |
| FK Haugesund       | Haugesund    | Haugesund stadion  | 8,800      | Jostein Grindhaug |
| Hønefoss BK        | Hønefoss     | AKA Arena          | 3,500      | Tom Gulbrandsen   |
| Kongsvinger        | Kongsvinger  | Gjemselund stadion | 2,750      | Tony Gustavsson   |
| Lillestrøm SK      | Lillestrøm   | Åråsen stadion     | 11,637     | Henning Berg      |
| Molde FK           | Molde        | Aker Stadion       | 11,167     | Kjell Jonevret    |
| Odd Grenland       | Skien        | Skagerak Arena     | 13,500     | Dag Eiliv Fagermo |
| Rosenborg BK       | Trondheim    | Lerkendal stadion  | 21,850     | Nils Arne Eggen   |
| Sandefjord Fotball | Sandefjord   | Komplett.no Arena  | 9,000      | Pat Walker        |
| Stabæk Fotball     | Bærum        | Telenor Arena      | 15,500     | Jan Jönsson       |
| IK Start           | Kristiansand | Sør Arena          | 14,300     | Knut Tørum        |
| Strømsgodset IF    | Drammen      | Marienlyst Stadion | 7,500      | Ronny Deila       |
| Tromsø IL          | Tromsø       | Alfheim Stadion    | 7,500      | Per Mathias Høgmo |
| Vålerenga Fotball  | Oslo         | Ullevaal Stadion   | 25,572     | Martin Andresen   |
| Viking FK          | Stavanger    | Viking Stadion     | 16,600     | Åge Hareide       |

## Artilharia
| Classificação | Marcador            | Clube        | Gols |
| ------------- | ------------------- | ------------ | ---- |
| 1             | Mohammed Abdellaoue | Vålerenga    | 9    |
| 2             | Baye Djiby Fall     | Molde        | 8    |
| 3             | Tor Hogne Aarøy     | Aalesunds    | 7    |
| 3             | Petter Vaagan Moen  | Brann        | 7    |
| 3             | Steffen Iversen     | Rosenborg    | 7    |
| 3             | Ole Martin Årst     | Start        | 7    |
| 7             | Rade Prica          | Rosenborg    | 6    |
| 7             | Christer Kleiven    | Start        | 6    |
| 7             | Marcus Pedersen     | Strømsgodset | 6    |
| 7             | Sigurd Rushfeldt    | Tromsø       | 6    |
| 7             | Patrik Ingelsten    | Viking       | 6    |

Atualizado em jogos disputados em 05 de julho de 2010Atualizado 
Fonte: NRK Sport